# Oggi (Gianni Celeste)
Oggi è il ventitreesimo album del cantante siciliano Gianni Celeste, cantato in lingua napoletana, pubblicato nel 1997.

## Tracce
1. L'Orientale
2. Me Faie 'Mpazzi'
3. Che Voglia...
4. Sei Unica
5. Cuore Mio
6. Sti Lenzole
7. Trent'Anne 'Nzieme
8. Ci Ce Tiene A Me
9. Gesu' Aiutame Tu
10. Insopportabile